# Жигалкин, Павел Иванович
Павел Иванович Жигалкин (укр. Павло Іванович Жигалкін; 21 февраля 1938, село Селечня, Суземский район, Брянская область — 3 февраля 2015, Харьков) — советский и украинский учёный-правовед, кандидат юридических наук (1974), профессор (1991), член-корреспондент Национальной академии правовых наук Украины (1993). Специалист в области трудового права.
В 1980-х годах был деканом прокурорско-следственного факультета, затем заведующим (1986—2002) и профессором (2002—2012) кафедры трудового права Харьковского юридического института (Национальный университет «Юридическая академия Украины имени Ярослава Мудрого»).

## Биография
Павел Жигалкин родился 21 февраля 1938 года в селе Селечня Суземского района Брянской области. Получил образование в Чистяковском горном техникуме, после окончания которого с 1957 по 1963 год работал горным мастером, а затем проходил срочную службу в Вооруженных силах СССР.
После демобилизации поступил в Харьковский юридический институт (ХЮИ), который окончил с отличием в 1967 году. После окончания ХЮИ, Жигалкин начал работать ассистентом на кафедре трудового права этого вуза. Затем последовательно занимал должности старшего преподавателя и доцента на этой же кафедре.
По разным данным либо с 1980 по 1982 год либо с 1985 по 1986 год Павел Иванович был деканом прокурорского-следственного факультета ХЮИ. В ноябре 1986 (по другим данным в 1987) года Павел Иванович стал заведующим кафедрой трудового права ХЮИ (с 1991 года — Украинская юридическая академия, с 1995 — Национальная юридическая академия Украины имени Ярослава Мудрого). Вплоть до ноября 2002 года продолжал возглавлять эту кафедру, после чего работал на ней профессором (по другим данным возглавлял кафедру до 2000 года, а с 2001 года был профессором этой кафедры). В сентябре 2012 года Жигалкин вышел на пенсию.
Павел Иванович Жигалкин скончался 3 февраля 2015 года в Харькове. Прощание с профессором Жигалкиным прошло 5 февраля на 13-м городском кладбище Харькова.

## Научная деятельность
П. И. Жигалкин занимался исследованием проблемы совершенствования юридического осуществления гарантий права на труд в условиях рыночной экономики и проблемы соглашений в трудовом праве. В 1974 году Павел Жигалкин защитил диссертацию по теме «Правовое регулирование сроков в трудовых отношениях» на соискание учёной степени кандидата юридических наук. В 1978 году ему было присвоено учёное звание доцента, а в 1991 году — профессора. В 1993 году Павел Иванович Жигалкин был избран членом-корреспондентом Академии правовых наук Украины (с 2010 — Национальная академия правовых наук Украины).
Занимался научно-практической работой. Участвовал в работе над проектами Кодекса законов о труде Украины (в 1993 году) и Законов Украины «О высшем образовании» и «О статусе и социальной защите инвалидов». В 1994 году Жигалкин был включён в состав Научно-консультативного совета при Верховном Суде Украины.
Занимался подготовкой учёных-юристов, стал научным руководителей для десяти соискателей учёной степени кандидата юридических наук. Среди его учеников были: С. Н. Прилипко, А. Н. Слюсарь, В. В. Ерёменко, О. Н. Ярошенко, Д. М. Кравцов, А. А. Яковлев, Ф. А. Цесарский и А. О. Мовчан. Некоторое время был научным руководителем студенческого кружка, работавшего при кафедре трудового права.
Являлся автором и соавтором более чем 120 опубликованных научных трудов, основными среди которых были: «Трудовое право в обеспечении стабильности кадров» (1977, монография), «Советское трудовое права» (1981, соавтор учебника), «Научно-практические рекомендации и нормативно-правовые акты по трудовому законодательству» (1990, соавтор и редактор пособия), «Справочник предпринимателя Украины» (1993, соавтор), «Основы государства и права» (1997, соавтор), «Научно-практический комментарий к Закону „Об отпусках“» (1997, соавтор), «Основы государства и права» (укр. «Основи держави і права»; 1999, соавтор), «Актуальные вопросы кодификации законодательства о труде» (укр. Актуальні питання кодифікації законодавства про працю; 2001, соавтор), «Право на труд — самое важное право для граждан» (укр. «Право на працю — найважливіше право для громадян», 2001), «Судебная практика и её значение для регулирования отношений в сфере труда» (укр. «Судова практика та її значення в сфері праці», 2008, соавтор монографии), «Правовая система Украины: история, состояние и перспективы» (2008 — на украинском, 2011 — на русском и 2013 — на английском; соавтор 3-го тома «Гражданско-правовые науки»), «Развитие трудовых прав и права социального обеспечения» (2011, соавтор), «Конституция Украины. Научно-практический комментарий» (2003 и 2011, соавтор). Также участвовал в написании статей для 6-томной украинской «Юридической энциклопедии» (укр. «Юридична енциклопедія») (1998—2004) .

## Награды
Павел Иванович Жигалкин был удостоен следующих наград и званий:
- Орден Дружбы народов (1981);
- Почётное звание «Заслуженный работник народного образования Украины» (Указ Президента Украины № 122/95 от 14 февраля 1995) — «за значительный личный вклад в развитие правовых основ украинской государственности, подготовку высококвалифицированных юридических кадров»[14];
- Почётная грамота Верховной Рады Украины (2005);
- Почётный знак (орден) III степени Национального университета «Юридической академии имени Ярослава Мудрого» (2011);
- Почётное звание «Заслуженный профессор Национальной юридической академии имени Ярослава Мудрого» (9 сентября 2011)[15][16].
- Лауреат премии имени Ярослава Мудрого, номинация «За выдающиеся заслуги в области подготовке юридических кадров» (2012)[17];